# MINT-Länder
| MINT                                     |
| ---------------------------------------- |
|                                          |
| MINT-Staaten                             |
| - Mexiko - Indonesien - Nigeria - Türkei |

MINT ist ein Akronym, das sich auf die Staaten Mexiko, Indonesien, Nigeria und Türkei bezieht. Der Begriff wurde ursprünglich 2011 von Fidelity Investments, einer in Boston ansässigen Vermögensverwaltungsgesellschaft, geprägt und von Jim O’Neill von Goldman Sachs popularisiert, der auch den Begriff BRIC (später BRICS) kreiert hatte. Der Begriff wird hauptsächlich in der Wirtschafts- und Finanzwelt sowie in der Wissenschaft verwendet. Er hat sich vor allem im Investmentbereich durchgesetzt, wo er für die von diesen Regierungen ausgegebenen Staatsanleihen verwendet wird. Diese vier Länder sind auch Teil der Next Eleven, einer Gruppe von elf Schwellenländer mit hohem ökonomischen Wachstumspotenzial. Es gibt bisher kein formales Bündnis oder Zusammenschluss der MINT-Staaten, sondern sie sind eine rein fiktive Gruppierung.
Von Jim O’Neill wurde die günstige demografische Entwicklung der Länder betont und ihre wirtschaftliche Perspektive als „interessant“ bezeichnet. Er betonte, dass es eine zweite Staatengruppe braucht, in denen das ökonomische Potenzial der Staaten zum Ausdruck kommt, welche nicht Teil der BRIC sind. Er erwähnte dabei besonders das Potenzial von Indonesien. Die MINT-Staaten leiden allerdings teilweise auch unter erheblichen wirtschaftlichen und sozialpolitischen Problemen, wie z. B. der Scharia-Konflikt in Nigeria, der Drogenkrieg in Mexiko und die Türkische Währungs- und Schuldenkrise zeigten.